# Dala (Nigeria)
Dala es un área de gobierno local en el Estado de Kano, Nigeria en la ciudad de Kano. Su sede se encuentra en la localidad Gwamaja. Tiene una superficie de 19 km ² y una población de 418.777 en el censo de 2006. El código postal de la zona es de 700.